# Liste der Einträge im National Register of Historic Places im Platte County (Wyoming)

Lage des Platte County im Bundesstaat Wyoming

Die Liste der Einträge im National Register of Historic Places im Platte County in Wyoming führt alle Kulturdenkmale, Objekte und historischen Stätten im Platte County auf, die in das National Register of Historic Places aufgenommen wurden.
Das Vorhandensein oder Fehlen eines Objekts in dieser Liste ist keine rechtsverbindliche Auskunft darüber, ob es ein Kulturdenkmal ist oder nicht: Diese Liste entspricht möglicherweise nicht dem aktuellen Stand.
Stand: 24. Dezember 2023

## Legende
| NRHP | Historic Place                      |
| HD   | Historic District                   |
| NHLD | National Historic Landmark District |
| NHL  | National Historic Landmark          |

## Liste der Einträge
| [ 1 ] | Name                                          | Bild                                          | Eintragsdatum                  | Lage | Town                    | Beschreibung                                                                                    |
| ----- | --------------------------------------------- | --------------------------------------------- | ------------------------------ | --- | ----------------------- | ----------------------------------------------------------------------------------------------- |
| 1     | Chugwater Soda Fountain                       | Chugwater Soda Fountain                       | 21. Juni 2022 ID-Nr. 100007867 | 314 1st St. 41° 45′ 24,1″ N, 104° 49′ 17″ W                                                                                 | Chugwater               |                                                                                                 |
| 2     | Diamond Ranch                                 |                                               | 28. Sep. 1984 ID-Nr. 84003696  | Nordwestlich von Chugwater 41° 44′ 44,9″ N, 105° 3′ 15,1″ W                                                                 | Chugwater               |                                                                                                 |
| 3     | EWZ Bridge over East Channel of Laramie River | EWZ Bridge over East Channel of Laramie River | 22. Feb. 1985 ID-Nr. 85000431  | County Road CN8-204 42° 2′ 40,9″ N, 105° 8′ 51″ W                                                                           | Wheatland               | Die Brücke wurde im Jahr 1913 errichtet.                                                        |
| 4     | Duncan Grant Ranch Rural Historic Landscape   | Duncan Grant Ranch Rural Historic Landscape   | 27. Feb. 2013 ID-Nr. 13000047  | 778 Sybille Creek Rd. 41° 58′ 35″ N, 105° 3′ 36,4″ W                                                                        | Wheatland               |                                                                                                 |
| 5     | Robert Grant Ranch                            |                                               | 7. Sep. 1995 ID-Nr. 95001073   | 433 Richeau Rd. 41° 50′ 55″ N, 104° 56′ 53,9″ W                                                                             | Wheatland               |                                                                                                 |
| 6     | Guernsey Lake Park                            | weitere Bilder                                | 26. Aug. 1980 ID-Nr. 80004051  | Nordwestlich von Guernsey 42° 17′ 15″ N, 104° 45′ 32″ W                                                                     | Guernsey                | Am 25. September 1997 als National Historic Landmark District unter der ID 97001260 deklariert. |
| 7     | Oregon Trail Ruts                             | weitere Bilder                                | 15. Okt. 1966 ID-Nr. 66000761  | Südliche des North Platte River und circa 5 Meilen südlich von Guernsey. 42° 15′ 15,1″ N, 104° 44′ 47″ W                    | Guernsey                |                                                                                                 |
| 8     | Patten Creek Site                             |                                               | 11. Sep. 1989 ID-Nr. 89001204  | Nicht veröffentlicht Koordinaten fehlen                                                                                     | Hartville               |                                                                                                 |
| 9     | Platte County Courthouse (Wyoming)            | Platte County Courthouse (Wyoming)            | 15. Okt. 2008 ID-Nr. 08001004  | 900 9th St. 42° 3′ 20,2″ N, 104° 57′ 11,2″ W                                                                                | Wheatland               |                                                                                                 |
| 10    | Powars II Paleoindian Hematite Quarry         |                                               | 6. Mai 2021 ID-Nr. 100006494   | Nicht veröffentlicht Koordinaten fehlen                                                                                     | Sunrise, (Geisterstadt) |                                                                                                 |
| 11    | Register Cliff                                | weitere Bilder                                | 3. Apr. 1970 ID-Nr. 70000674   | Südöstlich von Guernsey am North Platte River 42° 14′ 53,5″ N, 104° 42′ 36,7″ W                                             | Guernsey                |                                                                                                 |
| 12    | Sunrise Mine Historic District                |                                               | 23. Dez. 2005 ID-Nr. 05000925  | Wyoming Highway 318 42° 19′ 54,8″ N, 104° 42′ 11,2″ W                                                                       | Hartville               |                                                                                                 |
| 13    | Swan Land and Cattle Company Headquarters     | weitere Bilder                                | 15. Okt. 1966 ID-Nr. 66000760  | Am östlichen Ortsrand von Chugwater 41° 44′ 53,9″ N, 104° 49′ 5,2″ W                                                        | Chugwater               |                                                                                                 |
| 14    | Wheatland Downtown Historic District          | Wheatland Downtown Historic District          | 19. März 2021 ID-Nr. 100006269 | 9th St. von der Walnut zur Water St. und entlang der Gilchrist St. von der 8th zur 9th St. 42° 3′ 15,8″ N, 104° 57′ 12,2″ W | Wheatland               |                                                                                                 |